# Balderich von Drenthe
Balderich von Drenthe (* um 965; † 5. Juni 1021 auf Burg Heimbach in Heimbach (Eifel)) war Graf im Düffelgau (pagus Dublinsis, Tubalgouw) und ab 1003/06 Graf von Drenthe. Er erwarb sich den Ruf eines der größten Unruhestifter seiner Zeit am Niederrhein.

## Herkunft, Heirat und erste Fehden
Balderich war vermutlich der Sohn einer Schwester des Grafen und „praefectus“ Gottfried/Godefrid im Hattuariergau aus einer nicht standesgemäßen Verbindung. Er hatte daher nur wenig ererbten Eigenbesitz. Sein Streubesitz lag vor allem in Gelderland.
Durch seine Heirat (spätestens am 8. Dezember 996) mit Adela von Hamaland, der Witwe des Immedinger Grafen Immed IV. († 983) und jüngeren Tochter des Grafen Wichmann von Hamaland, erwarb er Ansprüche auf erheblich größeren Besitz. Allerdings kam es – selbst nach dem Ende des jahrzehntelangen Erbstreites zwischen Adela und ihrer älteren Schwester Luitgard, der ersten Äbtissin des Stifts Elten, im Jahre 996 -- um die Hinterlassenschaft ihres Vaters in Hamaland, in der Veluwe, in der Betuwe, in Teisterbant, im Düffelgau, sowie um Zütphen, das Stift Elten und die Burg Uflach/Upladen zu langwierigen Auseinandersetzungen mit Adelas Sohn aus erster Ehe, Dietrich von Hamaland, dem Kaiser Otto III. das Grafenamt übertragen hatte. Als schließlich am 7. April 1014 Dietrich von Hamaland durch seine eigenen Ministerialen ermordet wurde, hielt man weithin Dietrichs Mutter Adela und Balderich für zumindest mitschuldig, denn die beiden bemächtigten sich umgehend seiner Güter und Burgen.
Getrieben von Ehrgeiz, seiner vermeintlich unstandesgemäßen Herkunft und seiner machtgierigen Gemahlin wurde Balderich ein ständiger Unruhestifter am Niederrhein. Im Jahre 1003 ist er erstmals als Graf bekundet. 1006 trat er als Graf in Drenthe und vermutlich auch in Salland auf. Im gleichen Jahr wehrte er als Statthalter des „Präfekten“ Gottfried einen Wikingereinfall bei Tiel ab.

## Streit mit Wichmann und Godizo
Nach Gottfrieds Tod kam es auch um den Hattuariergau an der Niers mit den Burgen Gennep und Geldern zu schweren Erbstreitigkeiten. Kaiser Otto hatte dort als Vormund für Gottfrieds schwachsinnigen und in Gennep lebenden Sohn (Adelbert ?) dessen Schwager, den Billunger Wichmann III., ernannt, der Gottfrieds Tochter Reinmodis (Reginmodis) geheiratet hatte. Balderich, der sich als Neffe Gottfrieds und Vetter des Entmündigten übergangen fühlte, ging mit juristischen Mitteln und Waffengewalt dagegen vor. Dabei wurde er unterstützt von Graf Lambert I. von Löwen (um 955–1015), Graf Gerhard III. von Metz, „Mosellanus“ (965–1024/1025), dem Kölner Erzbischof Heribert und dessen Suffraganbischof Adalbald II. von Utrecht. Wichman III., unterstützt durch Godizo von Aspel und Heimbach, verteidigte Adalberts (und seine eigenen) Ansprüche, und eine neue blutige Fehde begann. Balderich selbst wurde gefangen genommen und musste von Adela freigekauft werden. Zweimal wurde Friede geschlossen, aber beide Male wurde die Abmachung gebrochen, und die Fehde ging weiter. Um 1010 konnte sich Balderich schließlich durchsetzen, als ihn König Heinrich II. zum Präfekten ernannte und dabei die Ansprüche Wichmanns überging. Bald darauf eroberte Balderich Gennep mit Waffengewalt. Nachdem Godizo 1011/1012 verstorben war, brachte Balderich die Burg Aspel bei Haldern an sich und bemächtigte sich schließlich auch Godizos Burg Hengebach in Heimbach an der Rur.

## Erste Verurteilung
Balderich nahm auf der Seite von Reginar V. und Lambert von Löwen an der gegen Herzog Gottfried II. von Niederlothringen verlorenen Schlacht bei Florennes am 12. September 1015 teil, in der Lambert von Löwen fiel. Auf seinem Heimweg wurde Balderich von seinen Gegnern gefangen und auf Wichmanns Burg Monterberg gebracht. Er musste auf Aspel verzichten, Urfehde schwören und sich freikaufen. Im Januar 1016 verurteilte das kaiserliche Hofgericht ihn und Adela zu weiteren Güterabtretungen.

## Wichmanns Ermordung
Nur wenige Monate später, am 6. Oktober 1016, wurde Graf Wichmann auf dem Heimweg von einem Treffen mit Balderich auf dessen Burg Uflach nicht weit von der Burg erschlagen. Da man den Mord Balderich und Adela anlastete, zog Bischof Adalbald II. von Utrecht, der längst auf die Seite von Balderichs Gegnern gewechselt war, zur Burg Uflach, um sie zu belagern und Balderich zur Rechenschaft zu ziehen. Adela floh zu Erzbischof Heribert nach Köln und starb dort zwischen 1021 und 1028. Balderich verschanzte sich zunächst in Uflach, floh dann aber doch noch rechtzeitig zu Gerhard von Metz, der ihm die Burg Heimbach gab. Die Burg Uflach wurde von Bischof Adalbald eingenommen und zerstört.

## Zweite Verurteilung
Im nächsten Jahr wurde Balderich doch für kurze Zeit gefangen genommen, wurde aber mit der Auflage wieder freigelassen, sich auf dem Reichstag 1018 in Nijmegen zu stellen. Dort wurde er wegen des Mordes an Wichmann verurteilt und verlor alle seine Ämter und Güter. Im folgenden Jahr wurde er zwar auf dem Reichstag von Dortmund von der Ermordung Wichmanns freigesprochen, aber seine Besitzungen erhielt er nicht wieder zurück.

## Letzte Jahre und Tod
Er zog auf die Burg Heimbach, von wo aus er mit nächtlichen Raubzügen die Gegend unsicher machte. Nach einigen Jahren kam es dann doch noch zur Versöhnung mit dem Kaiser. Balderich starb im Jahre 1021 auf der Burg Heimbach und wurde im Kloster Zyfflich bei Nijmegen begraben, das er und Adela zwischen 1014 und 1016 gestiftet hatten.